# Djävulens frestelser
Djävulens frestelser (Memnoch the Devil i original) är den femte boken i bokserien Vampyrkrönikan av Anne Rice och publicerades 1995.

## Handling
Boken handlar om hur Vampyren Lestat känner sig förföljd. Han är så stark! Hur kan någon förfölja honom utan att han märker det? Ingen kan förfölja honom! Förutom en person…